# 代謝生化學
代謝生化學是研究生物體內化學物質的利用消耗以及生物體所需分子的合成。例如核酸、脂質，碳水化合物，氨基酸等等代謝與合成。其中伴隨著產生能量貨幣ATP以及其他所需分子的合成。